# Chadititan
Chadititan („solný titán“ - podle lokality objevu, nacházející se v blízkosti rozlehlé solné pláně) byl rod titanosaurního sauropodního dinosaura z kladu Rinconsauria, žijícího v období pozdní (svrchní) křídy (věk kampán, asi před 83 až 74,5 miliony let) na území současné Argentiny (provincie Río Negro, nedaleko města General Roca).

## Objev a popis
Fosilie tohoto zástupce skupiny Lognkosauria (jedná se o několik obratlů a fragmenty kostí končetin) byly objeveny v Patagonii v sedimentech geologického souvrství Anacleto a formálně je popsal v březnu roku 2025 tým argentinských paleontologů. Rodové jméno obsahuje slovo chadi, což v mapučštině znamená "sůl", jedná se o odkaz k rozlehlé solné pláni, která se nachází v blízkosti lokality objevu. Druhové jméno calvoi je pak poctou paleontologovi Jorge O. Calvovi (1961-2023), který se významnou měrou zapsal do historie výzkumu argentinských dinosaurů a stanovil také klad Rinconsauria, do něhož Chadititan spadá.
Jednalo se o relativně malého zástupce skupiny titanosaurních sauropodů, jeho celková délka je odhadována pouze na 7 až 8,5 metru, hmotnost zhruba na 1500 kilogramů. Největší zástupci vzdáleněji příbuzných skupin titanosaurů přitom představují obry s tělesnou délkou přes 30 metrů a hmotností v řádu mnoha desítek tun (Puertasaurus, Alamosaurus, Argentinosaurus, Futalognkosaurus a další).

## Systematické zařazení

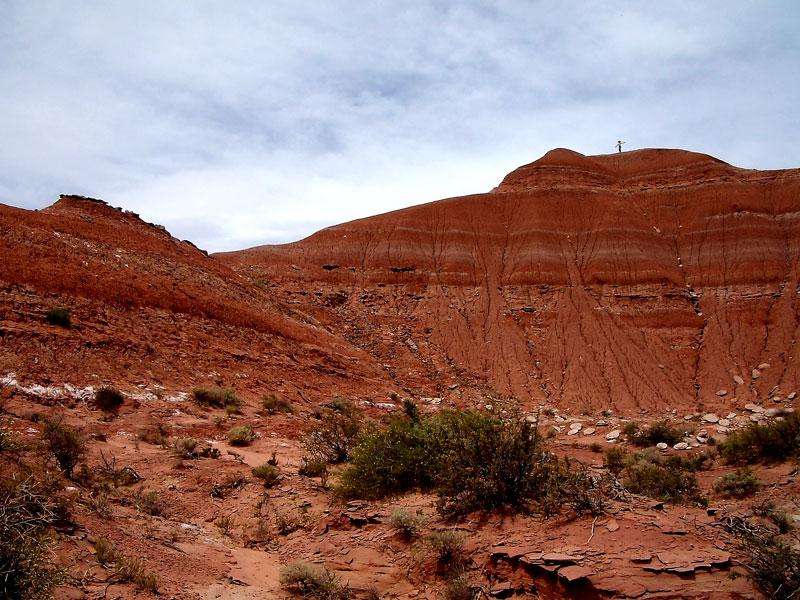
Sedimenty geologického souvrství Anacleto, v němž byly fosilie rodu Chadititan objeveny.

Mezi nejbližší příbuzné rodu Chadisaurus patřily podle provedené fylogenetické analýzy taxony Muyelensaurus, Overosaurus, Pitekunsaurus a Rinconsaurus. Jednalo se vesměs také o menší sauropody, sesterský taxon Muyelensaurus byl například dlouhý kolem 11 metrů a jeho hmotnost činila zhruba 3000 kg (ačkoliv podle jiného odhadu dosahoval délky 14 metrů a hmotnosti kolem 10 000 kilogramů.
Vzdáleněji příbuzným rodem titanosaurního sauropoda je například Bonitasaura, ještě vzdálenější je pak taxon Drusilasaura nebo obří Notocolossus.